# Claude Baduel
Claude Baduel (latinisiert Claudius Baduellus) (* 1491, anderes Datum 1499 in Nîmes; † 8. September 1561 in Genf) war ein französischstämmiger Genfer evangelischer Geistlicher und Hochschullehrer.

## Leben
Über die Herkunft von Claude Baduel liegen keine Angaben vor.
Er war mit Isabelle, Schwester von Pierre Rozel, Anwalt in Nîmes, verheiratet.
Er immatrikulierte sich 1537 zu einem Theologiestudium an der Universität Paris und setzte das Studium an der Universität Löwen, der Universität Wittenburg und Universität Lüttich sowie an der Universität Straßburg fort und beendete es 1539.
Nach seinem Studium wurde er 1539 von Margarete von Navarra zum Rektor des neuen Kollegs und der Kunstakademie (bis zu ihrer Auflösung 1793: Collège et Université des arts) in Nîmes ernannt, nachdem er von Philipp Melanchthon und Martin Bucer empfohlen worden war; in dieser Zeit war er 1544 und 1546 abwesend.
Als Haupt der geheimen reformierten Gemeinde in Nîmes wurde er als Calvinist denunziert, verließ die Stadt 1550 und ließ sich 1551 in Genf nieder.
In Genf arbeitete Claude Baduel beim Buchdrucker Jean Crespin: Er übersetzte 1553 einige Predigten von Johannes Calvin, gab 1554 das Griechisch-Wörterbuch von Guillaume Budé heraus, übersetzte 1556 das Werk Acta martyrum von Jean Crespin ins Lateinische und 1558 De Regno Christi von Martin Bucer.
1556 erfolgte seine Einbürgerung in Genf und im gleichen Jahr wurde er Pfarrer in Russin und 1557 in Vandœuvres.
Seit 1560 war er Professor der Philosophie an der Akademie Genf und galt als  Pionier des humanistischen Unterrichts.
Claude Baduel pflegte unter anderem Freundschaften mit Hieronymus Wolf, Abraham Loescher, Celio Calcagnini, Romolo Quirino Amaseo (1489–1552), Sebastian Gryphius. Von Johannes Calvin wird er in einem Brief an Nicolas Des Gallars (1520–1580), ein calvinistischer Theologe in London, erwähnt.

## Schriften (Auswahl)
- Morte Christi meditanda. 1543.
- Oratio funebris in morte et funere Jacobi Albenatii locumtenentis, a Claudio Baduello habita Nemausi, in coenobio Franciscanorum. 1543.
- De ratione vitae studiosae ac literatae in matrimonio collocandae & degendae, cum praefatione Gregorii Bersmani. 1543.
- Traicté très utile et fructueux de la dignité de mariage. 1548.
- Annotationes in M. T. Ciceronis orationes. 1552.
- Johannes Calvin; Claude Baduel: Joannis Calvini homiliae quatuor, gravem atque his temporibus admodum opportunam et utilem admonitionem atque exhortationem continentes. Genf 1553.
- Lexicon Graeco-Latinvm. 1554.
- Jean Crespin; Claude Baduel: Acta martyrum. Genf 1556.
- Johannes Calvin; Claude Baduel: Joannis Calvini homiliae sive conciones VII. Harum concionum argumenta, et ipsam versionis rationem praefationes commonstrabunt. Genf 1556.